# Tatort: Der Name der Orchidee
Der Name der Orchidee ist ein Fernsehfilm aus der Kriminalreihe Tatort. Der Film mit Eva Mattes als Kriminalhauptkommissarin Klara Blum wurde vom SWR und Maran Film produziert und in Deutschland am 6. März 2005 zum ersten Mal ausgestrahlt. Diese 590. Folge der Tatort-Reihe ist der 7. Fall von Klara Blum und der 3. Fall von Kai Perlmann. Sie untersuchen den Mord an einem Gärtner, einer Koryphäe der Orchideenzucht. Dabei geraten sie in den ehrgeizigen Konkurrenzkampf der Orchideenzüchter.

## Handlung
Auf der Insel Mainau findet ein großer Orchideenwettbewerb statt. Aus diesem Grund werden wertvolle Orchideen aus aller Welt gezeigt und renommierte Züchter finden sich zu diesem Zweck auf der Insel ein. Helmut Weiss, der verantwortliche Gärtner der Stiftung, hat angeblich eine neue Errungenschaft: den Roten Frauenschuh. Doch er hat seine Rarität gut versteckt. Niemand hat sie bisher zu Gesicht bekommen und noch bevor der Wettbewerb beginnt, wird Weiss tot im Gewächshaus aufgefunden und die wertvolle Pflanze ist verschwunden. Blum und Perlmann nehmen die Ermittlungen auf.
Dr. Raven, amtlicher Orchideentaxonom und sehr distinguierter Präsident der Jury, will um jeden Preis den Wettbewerb fortsetzen. Er war sehr gespannt auf die Neuentdeckung von Weiss, die er selbst auch noch nicht sehen durfte und die Weiss vermutlich irgendwo, getarnt zwischen den unzähligen Orchideen der Ausstellung, versteckt hat. Als er Perlmann gegenüber von den Vorzügen der Orchideen schwärmt, nimmt dieser heimlich eine Orchidee mit einer braunen Blüte an sich und verschenkt sie später an seine Kollegin Annika Beck.
Blum sieht sich in den Gewächshäusern um und trifft auf Knut Baginski von der Zollfahndung Konstanz. Er ermittelt nach einem anonymen Hinweis und untersucht, ob Weiss eine Orchidee illegal eingeführt hat, die dem Artenschutz unterliegt. Er soll diesen Roten Frauenschuh der Gattung Paphiopedilum in Vietnam ausfindig und nach Europa verbracht haben, um ihn gewinnbringend zu verkaufen. Als Blum danach mit Dr. Diana Martini, der weltbesten Orchideenexpertin, spricht, ist diese davon überzeugt, dass Weiss wegen einer Orchidee umgebracht wurde.
Inzwischen stellt der Rechtsmediziner fest, dass Weiss bereits am Boden gelegen hat, als er erschlagen wurde. Kleine Einstichstellen, die zum großen Teil von einer Akupunkturbehandlung stammen, lassen auch den Schluss zu, dass er möglicherweise vor dem Mord betäubt wurde, damit er sich nicht wehren konnte.
Zwischen Dr. Klaus Raven und Maximiliane Tausend von der Veranstaltungsleitung besteht ein Konkurrenzkampf, wer die neu entdeckte Art als erster taxonomisch bearbeitet und ihr damit einen Namen geben darf. Während Blum sich mit Raven im Hotelrestaurant unterhält, sieht sich Perlmann heimlich in dessen Zimmer um, kann aber nichts für den Fall Verwertbares finden. Auch mit Dr. Diana Martini spricht Blum noch einmal und lässt sich Details über Raven und Weiss erzählen, denn sie kennt beide schon seit Jahren und weiß um die geschäftlichen Beziehungen der beiden zueinander.
Der Zollfahnder Baginski wurde mehrfach in der Nähe der Ermittler gesehen und die Recherchen ergeben, dass er von Weiss seit Jahren bestochen wurde, damit er falsche Papiere ausstellt. Er gibt zu, dass er die neue Orchidee von Weiss kaufen wollte, um sie an einen Japaner weiterzuverkaufen, aber umgebracht habe er ihn nicht. Inzwischen hat der Rechtsmediziner neue Erkenntnisse, denn eine der Einstichstellen in Weiss‘ Rücken rührt offensichtlich von einem Giftpfeil her. Da Ravens Doktorarbeit von halluzinogenen Pilzen handelte, rückt er in den Kreis der Verdächtigen.
Am Abend ruft Dr. Diana Martini Blum an: Sie möge dringend zu ihr kommen; ihr Hund sei vergiftet worden und sie habe Angst. So begibt sich Blum zu ihr. Martini verdächtigt Raven, er habe in ihrer Abwesenheit ihren Hund vergiftet und ihre Wohnung durchsucht. Blum solle doch endlich ihren Job machen und den Mann verhaften, der offensichtlich über Leichen geht. Doch Blum entdeckt in der Wohnung ein indianisches Blasrohr und Martini weiß auffallend viel über Pfeilgifte. Noch während sie derartige Details von sich gibt, bemerkt sie bei Blum massive Lähmungserscheinungen, nachdem die gerade von ihrem Tee getrunken hat. Die Orchideenexpertin gibt sich zufrieden und redet auf Blum ein. Sie fühle sich schon länger von der gesamten Orchideenwelt vernachlässigt und wolle selber den Roten Frauenschuh besitzen, aber Weiss wollte ihn ihr nicht geben. Seit längerem fühle sie sich schon von Blum entdeckt und habe sie daher in ihr Haus gelockt, wohlwissend, dass sie meist im Alleingang arbeitet. Aber Blum hat Perlmann auf den Anrufbeantworter gesprochen, dass sie zu Martini fahre, und er möge nachkommen. Als Perlmann erscheint, hat sich Blum bereits von ihrer vorgetäuschten Lähmung erholt, denn sie hat den Tee nicht getrunken, da sie ahnte, dass ein Pflanzengift darin enthalten sein könnte. Martinis ausführliches Geständnis hat sie dabei auf ein Diktiergerät aufgenommen. Martini lässt sich widerstandslos abführen und bittet Blum, sich um ihre Orchideen zu kümmern.
Der sagenumwobene Frauenschuh wird jedoch nicht gefunden. Blum vermutet, dass Weiss ihn zur Tarnung umgefärbt hatte, indem er ihn einige Tage in farbiges Wasser gestellt hat. So kann aus einer feuerroten Blüte eine braune werden und niemand kann sie erkennen.
In Blums Büro räumt gerade die Putzfrau den Orchideentopf weg, den Perlmann von der Ausstellung mitgebracht hatte. Die Blütenfarbe hat sich inzwischen auffallend ins Rötliche verschoben.

## Hintergrund
Die Dreharbeiten zu diesem, vom Südwestrundfunk in Zusammenarbeit mit Maran Film produzierten, Tatort-Krimi erfolgten in Konstanz, Baden-Baden und auf der Insel Mainau.

## Rezeption

### Einschaltquoten
Die Erstausstrahlung des Tatort Der Name der Orchidee am 6. März 2005 wurde in Deutschland insgesamt von 8,58 Millionen Zuschauern gesehen und es wurde ein Marktanteil von 22,50 Prozent erreicht.

### Kritiken
Kathrin Lang vergibt bei „Moviesection.de“ zwei von fünf möglichen Sternen. Sie schreibt: „Die schönen Aufnahmen der Insel Mainau sowie die weitschweifenden Blicke über den Bodensee [...] [wären] schon fast der einzige gute Grund dafür, sich die Folge Der Name der Orchidee überhaupt anzusehen. [...] Immer wieder ziehen sich die Ermittlungen zwischen all den langatmigen Diskussionen über spezielle Orchideenarten zäh in die Länge und bald ist es dem Zuschauer vor dem Fernseher schon herzlich egal wer nun eigentlich der Mörder ist. Irgendwie scheint dies auch auf die Ermittler zuzutreffen, die sich ebenfalls zunehmend mehr für außergewöhnliche Orchideen und deren Zucht interessieren als für die Aufdeckung des Mordfalls. Auch die Chemie zwischen Blum und Perlmann stimmt in dieser Folge nicht. Die Dialoge, die Dorothee Schön für die beiden schrieb, sollten wohl witzig sein sollten, verursachen jedoch zunehmend mehr Unverständnis. Spätestens nach dem fünften nicht zünden wollenden Witz zwischen den beiden, geht diesem Tatort gänzlich die Luft aus. Der Name der Orchidee – langweilige Sonntagabendunterhaltung, die man getrost verpassen darf.“
Tilmann P. Gangloff fand bei tittelbach.tv das Drehbuch und die Handlung „prima (wohingegen dem) Regisseur Jürgen Bretzinger [...] bei der Umsetzung die Spannung verloren gegangen [ist].“
Die Kritiker der Fernsehzeitschrift TV Spielfilm beurteilen die Episode als: „kein so rosiger Fall mit Ermittlerin Blum“ und meinen, „dieser Fall ist elektrisierend wie ein Spaziergang durchs Blumenbeet.“